# Westbrook (Texas)
Pour les articles homonymes, voir Westbrook.
La ville de Westbrook est située dans le comté de Mitchell, dans l’État du Texas, aux États-Unis. Sa population s’élevait à 253 habitants lors du recensement de 2010, estimée à 248 habitants en 2016.

## Source
- (en) Cet article est partiellement ou en totalité issu de l’article de Wikipédia en anglais intitulé « Westbrook, Texas » (voir la liste des auteurs).